# St. Anna und St. Augustin (Babiak)
Die römisch-katholische  Pfarrkirche St. Anna und St. Augustin in Babiak im Gmina Lidzbark Warmiński (deutsch Frauendorf im vormaligen Kreis Heilsberg) ist eine zum Erzbistum Ermland gehörende Dorfkirche.

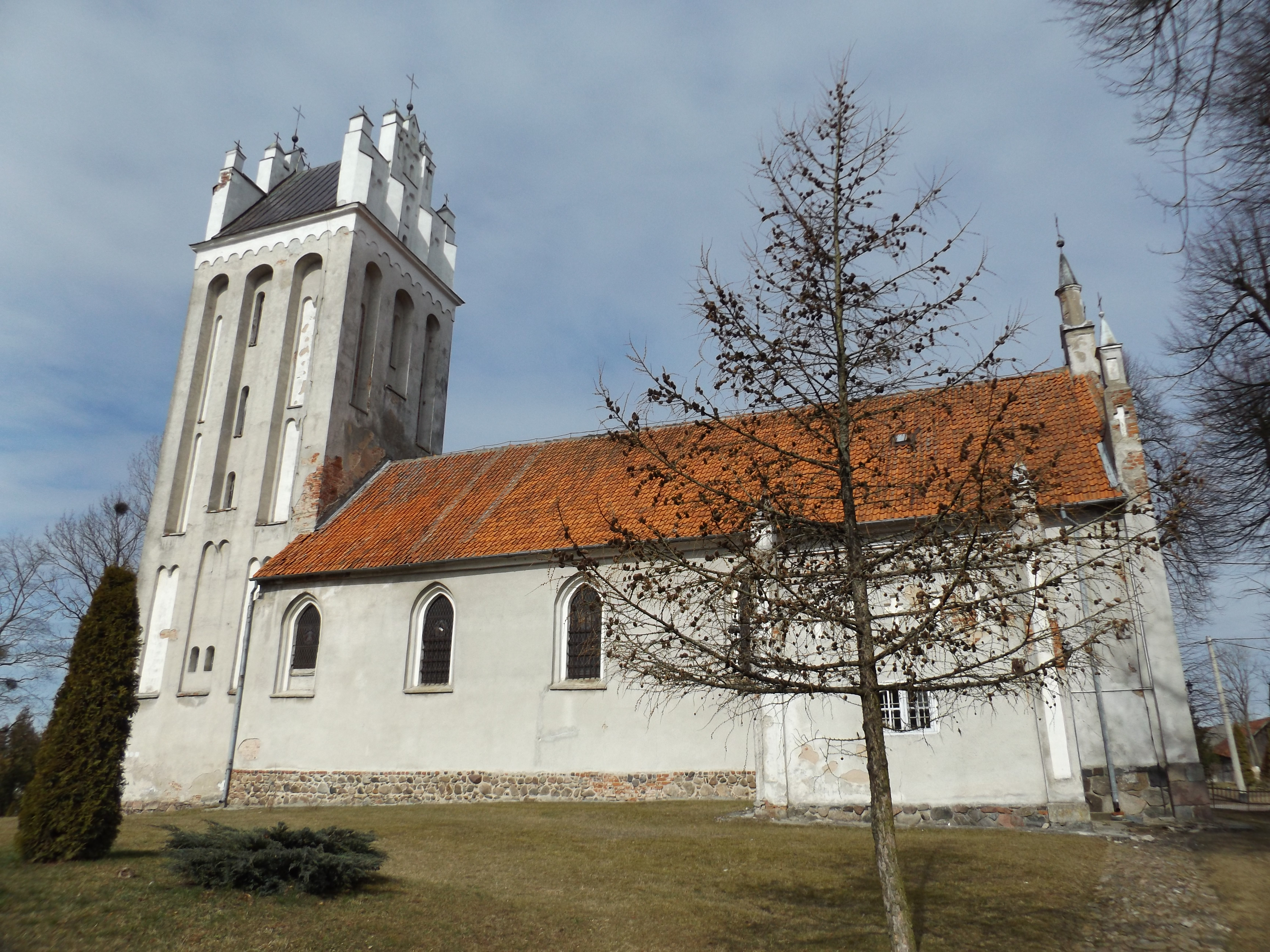
St. Anna und St. Augustin in Frauendorf

## Geschichte
Die gekuppelten Blenden am Turm und die rundbogigen Portale verweisen auf das 15. Jahrhundert als Bauzeit. Das Dorf erhielt 1342 eine Handfeste, doch eine Kirche wird in dieser Zeit noch nicht erwähnt. Eine der Glocken der Kirche trägt eine niederdeutsche Inschrift und ist auf das Jahr 1485 datiert. Im Jahr 1844 wurde das Obergeschoss des Turms massiv erneuert und die Kirche verputzt. 1864 erfolgte eine Erweiterung nach Osten sowie der Neubau des Ostgiebels, der Sakristei und der Vorhalle.

## Architektur
Die Kirche ist ein ungewölbter Saalbau mit einem massiven Westturm und ohne Strebepfeiler. An den Nord- und Südseiten befinden sich gestufte spitzbogige Fenster, die aufgrund der Verputzung teils unklarer Herkunft sind. Gestufte rundbogige Portale sind an der West-, Nord- und Südseite zu finden, wobei das südliche Portal vermauert ist. Der Westturm wurde im 15. Jahrhundert erbaut. Das Erdgeschoss zeigt gekuppelte rundbogige Blenden auf allen drei freistehenden Seiten. Der obere Bereich des Turms wurde 1844 erneuert. Der Turm  ist teilweise auf der Westmauer des Langhauses aufgesetzt. Die Sakristei wurde 1864 an der Nordostseite neu errichtet, wobei sie an die Stelle der ursprünglichen mittelalterlichen Sakristei gesetzt wurde. Der Zugang zur Kirche erfolgt durch ein gestuftes rundbogiges Portal.